# Felixstowe
Felixstowe är en hamnstad och civil parish i grevskapet Suffolk i östra England. Staden ligger i distriktet East Suffolk vid Nordsjön, intill floden Orwells mynning. Tätortsdelen (built-up area sub division) Felixstowe hade 23 564 invånare vid folkräkningen år 2011.
Staden har Storbritanniens största containerhamn, Port of Felixstowe.